# Louis Couffignal
Pierre Louis Couffignal, né le 16 mars 1902 à Monflanquin (Lot-et-Garonne) et mort le 4 juillet 1966 à Paris, est un mathématicien et cybernéticien français.

## Travaux scientifiques
Il enseigne d'abord dans des lycées du sud-ouest de la Bretagne puis à l'École navale et enfin au lycée Buffon.
Après l'agrégation, Couffignal hésite à faire une thèse de logique symbolique mais sa rencontre avec Maurice d'Ocagne le décide à se consacrer aux calculateurs mécaniques et aux fonctions logiques,. Il publie diverses notes à l'Académie des sciences, en particulier l'emploi de la numération binaire dans les machines à calculer qui pose à nouveau, après Leibniz, l'emploi de la numération binaire en tant que principe de base des machines à calculer. Il devient docteur ès Sciences en 1938 avec sa thèse L'analyse mécanique, application aux machines à calculer et à la mécanique céleste. Ses rencontres avec Louis Lapicque en 1941 et le père de la cybernétique Norbert Wiener en 1946 sont déterminantes : avec Lapicque, il étudie les analogies entre le fonctionnement du système nerveux humain et le fonctionnement des machines mécaniques, ; quant à Wiener, il prépare son livre Cybernetics, fondation de la cybernétique, publié d'abord en français par les éditions Hermann en 1948.
De 1938 à 1960, Couffignal dirige le laboratoire de calcul mécanique de l’Institut Blaise Pascal, qui se fixe dès 1942 l'objectif de construire le premier calculateur universel français. En 1945 il est nommé inspecteur général de l'instruction publique. En 1947, le projet de machine de Couffignal est réaffirmé avec force : « Le CNRS veut consacrer les crédits nécessaires à l'étude et à la réalisation d'une machine universelle tenant compte des réalisations faites aux États-Unis, mais sans les copier ; grâce aux travaux de M. Couffignal nous gardons une avance du point de vue théorique ». En 1951 il dirige l’organisation du colloque international du CNRS Les machines à calculer et la pensée humaine qui réunit pour la première fois, du 8 au 13 janvier, les plus grands spécialistes de cette science nouvelle qui allait devenir l’informatique :  Norbert Wiener, W. Ross Ashby, Howard Aiken, Louis Lapicque, Lucien Malavard, Torres-Quévédo fils, etc. À la même époque quelques éléments de la machine pilote sont réalisés sous sa direction, mais le projet complet n'arrivera jamais à son terme car il s'avère impossible de résoudre la difficile question de la mémoire — en utilisant une plus grande complexité des circuits arithmétiques et en passant à côté d'une solution plus algorithmique qui aurait consisté à réduire l'intelligence arithmétique de la machine, ce qui allait contre ses principes. Le projet est confié, pour la réalisation matérielle du calculateur, à la société LogAbax qui est au bord du dépôt de bilan et cesse tout travail en ce domaine en 1952 ; il sera définitivement abandonné en 1953, aucun constructeur français d'ordinateurs ne voulant prendre le relais. C'est un échec pour le CNRS qui avait placé l'essentiel de ses investissements pour la réalisation d'un calculateur électronique entre les mains de Louis Couffignal au détriment d'autres projets.
En tant qu'inspecteur général il est à l'origine des premiers BTS en France.
Il est le premier président de l'Association nationale des clubs scientifiques (ANCS).
Un lycée de Strasbourg porte son nom, ainsi qu’un arrêt de tram adjacent. Il a également donné son nom au lycée technique de Villeneuve-sur-Lot, aujourd'hui lycée filières générales et technologiques Leygues-Couffignal.

## Œuvres et publications
- Les machines à calculer : leurs principes, leur évolution, Gauthier-Villars (Paris), 1933.
- Tables de produits de lignes trigonométriques, Gauthier-Villars (Paris), 1943.
- Thèses présentées à la Faculté des sciences de Paris pour obtenir le grade de docteur ès sciences mathématiques par M. Louis Couffignal: Sur l'analyse mécanique. Application aux machines à calculer et aux calculs de la mécanique céleste, , Gauthier-Villars (Paris), 1938. In-8, 136 p.
- Les machines à penser, Éditions de Minuit (Paris), 1952. lire en ligne sur Gallica
- La cybernétique, Éd. PUF, coll. Que sais-je ?, no 638, 1963[10].
- (de) Kybernetische Grundbegriffe, notions de base, Agis-Verlag (Baden-Baden), 1962.
- La cybernétique et les enseignants, Europe-Éd. français réunis, Paris, 1965 (421p)

## Distinctions
- Commandeur de l'ordre des Palmes académiques[1]
- Officier de la Légion d'honneur[1]

## Hommages

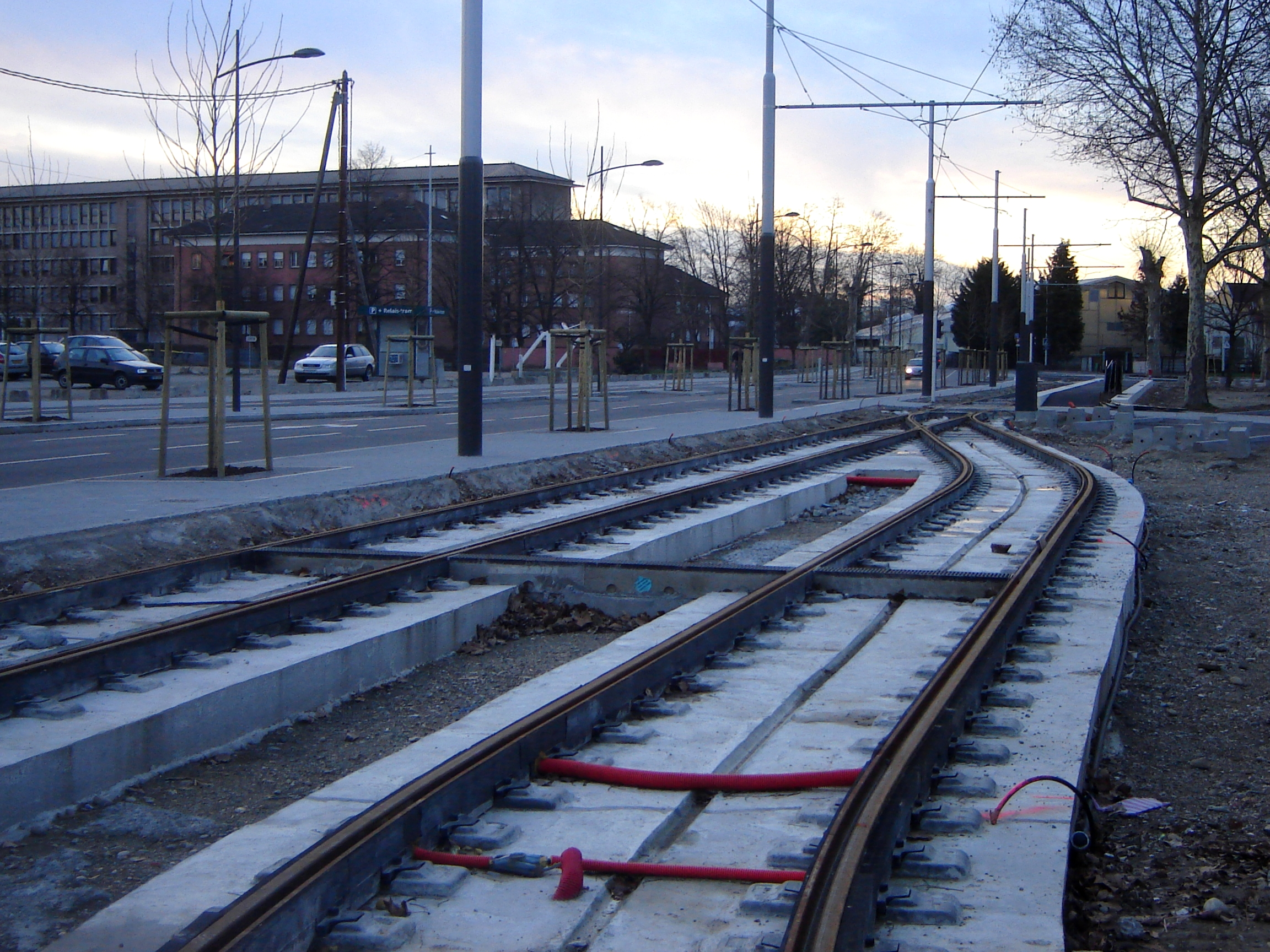
Vue du lycée Louis-Couffignal de Strasbourg.

Une rue de Villeneuve-sur-Lot porte son nom.
Il y a un lycée Louis-Couffignal à Strasbourg et un lycée des métiers de l'habitat à Villeneuve-sur-Lot.